# Giovanni Delfino (1617-1699)
Pour les articles homonymes, voir Giovanni Delfino et Delfino.
Giovanni Delfino ou Jean Delfin (né le 22 avril 1617 à Venise, alors dans la république de Venise, et mort le 19 juin 1699 à Udine) est un cardinal italien du XVIIIe siècle. Il est le neveu du cardinal Giovanni Delfino (1604), l'oncle du cardinal Daniello Marco Delfino (1699) et le grand-oncle du cardinal Daniele Delfino (1747).

## Biographie
Giovanni Delfino exerce des fonctions dans le gouvernement de la république de Venise et est ambassadeur de Venise en Autriche et en France.
Il est élu évêque titulaire de Thagaste (de) en 1656 et succède comme patriarche d'Aquilée en 1657.
Le pape Alexandre VII le crée cardinal lors du consistoire du 15 février 1666. Il est abbé commendataire de Rosazzo à partir de 1668.
Le cardinal Delfino participe aux conclaves de 1667 (élection de Clément IX), de 1669-1670 (élection de Clément X), de 1676 (élection d'Innocent XI), de 1681 (élection d'Alexandre VIII) et de 1691 (élection d'Innocent XII). Il est l'auteur de quelques tragédies littéraires.